# Mercedes-Benz E osztály
A Mercedes-Benz E osztály a Mercedes-Benz által, különböző motor- és karosszériakínálatban gyártott felső-középkategóriás gépkocsi. A széria története egészen 1953-ig nyúlik vissza. Az E osztálybeli autók a tartósságukról ismertek, így – főleg a W124-est és a W211-est – sok országban taxiként és rendőrautóként is használják. A Mercedes ebből az osztályból különleges célokra is gyárt autókat, például a rendőrség, vagy átalakítva a mentők számára is. Maga az „E osztály” elnevezés csak az 1993-tól bevezetett, Mercedesekre vonatkozó típusjelölő-rendszer óta használatos.
Elektromos meghajtású változata a Mercedes-Benz EQE, melyet 2022 óta gyártanak.

## Elődmodellek

### W120 'Ponton' (1953–1962)

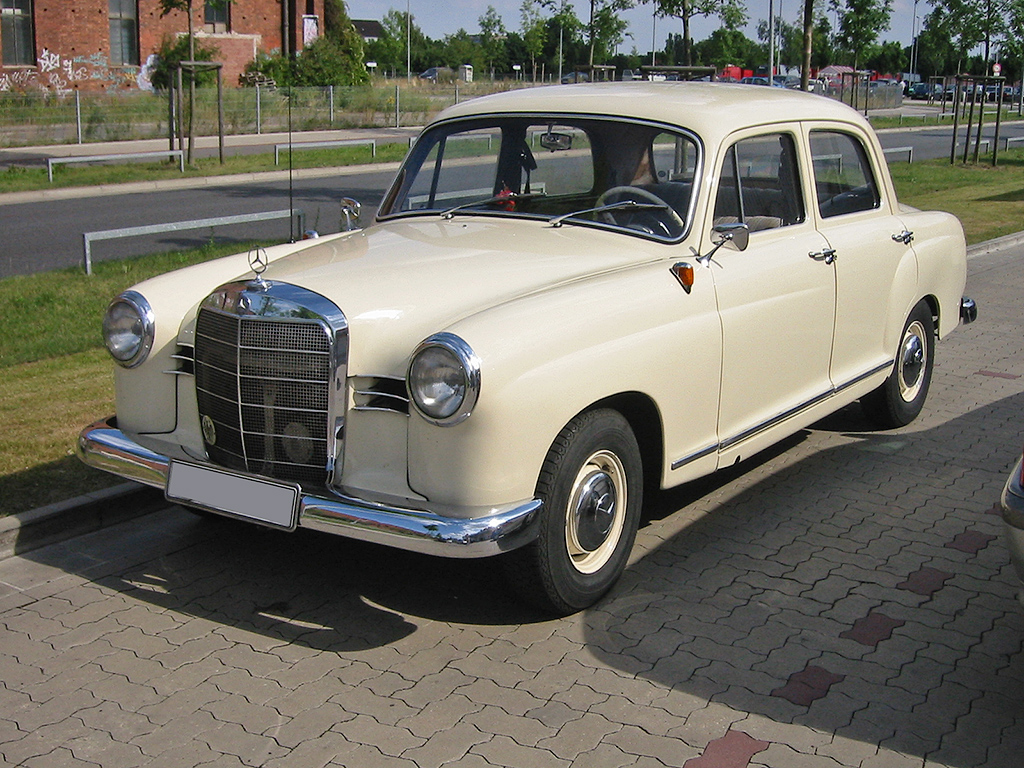
Mercedes-Benz W120

Az első modern, közepes méretű E-nek tekinthető Mercedes a W120 „Ponton” volt. 1953-ban mutatták be, 1962-ig gyártották.

### W110 'Fintail' (1962–1968)

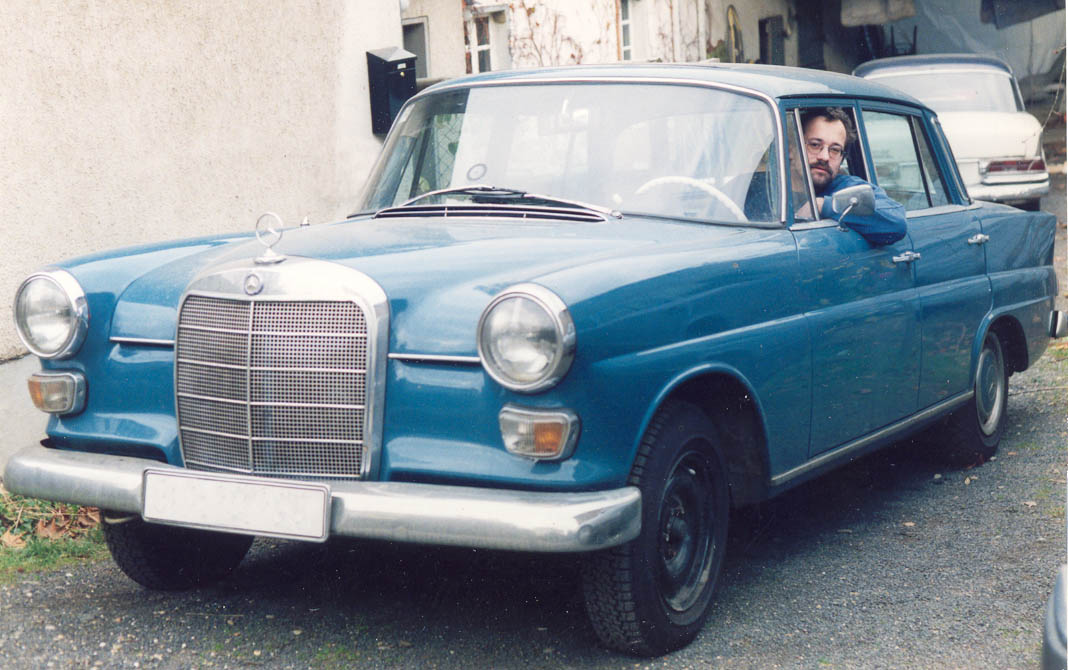
Mercedes-Benz W110

A Ponton utódja, a W110 'Fintail' 190 1962-ben jelent meg. Ez volt a nevezetes „fecskefarkú” Mercedes. 1965-ben hathengeres motorral is gyártani kezdték, miközben megmaradtak a négyhengeresek is.

### W114/W115 'stroke-8' (1968–1976)

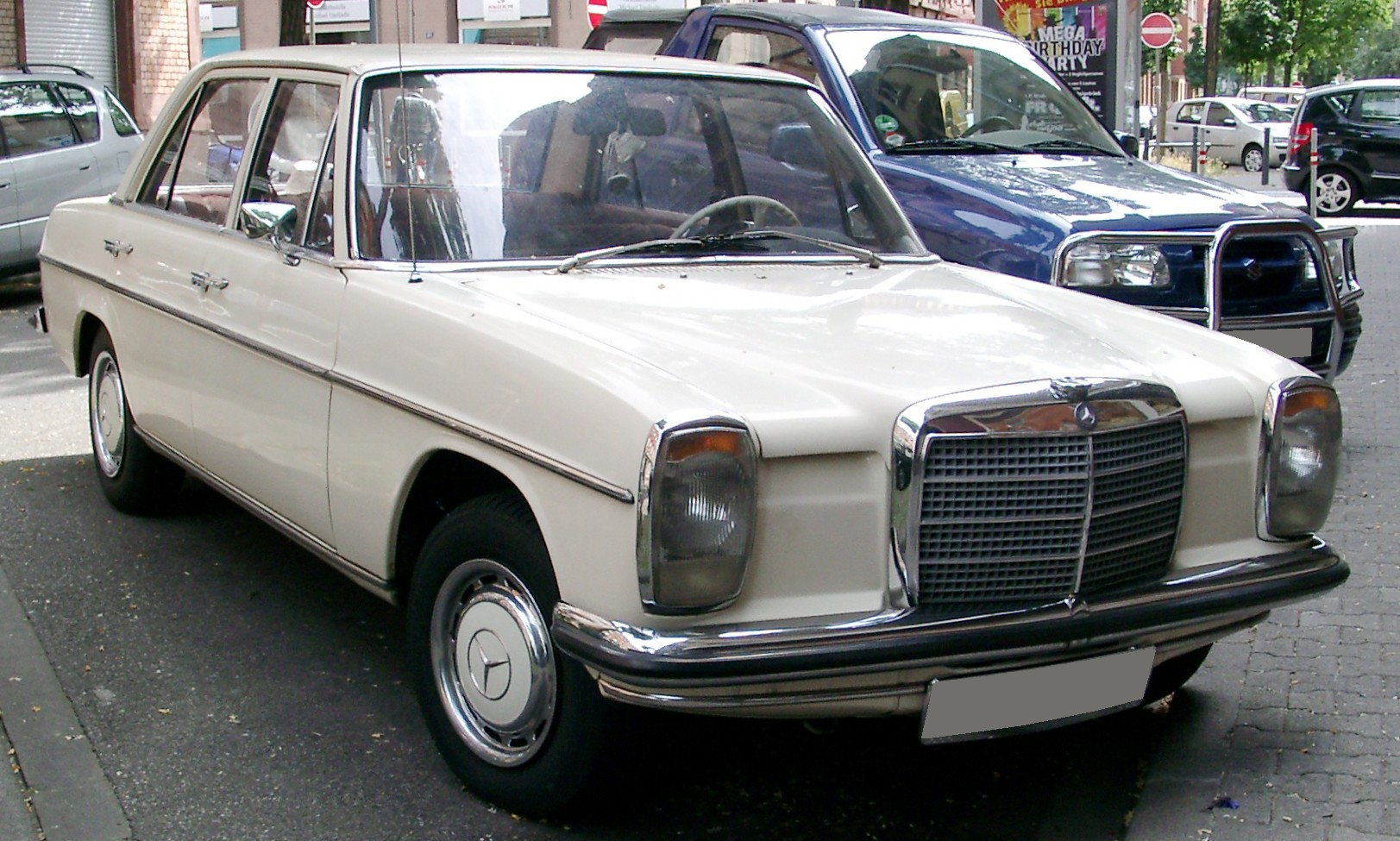
Mercedes W115

A W115 modellt 1968-ban mutatták be. Az elterjedtebbek a W114-esek voltak hathengeres motorral, a W115-öt négy- és öthengeres erőforrással adták, utóbbi már dízelmotor volt, ami ekkor jelent meg először. Felárral turbófeltöltővel is lehetett rendelni. Ekkor jelent meg a kínálatban az első injektoros (benzinbefecskendezős) motor is, a hathengeres, 185 lóerős 280E (einspritz). Kupé, limuzin és nyújtott limuzin változatban is készült. Magyarul „állólámpás” névvel honosodott meg.

### W123 (1976–1984)

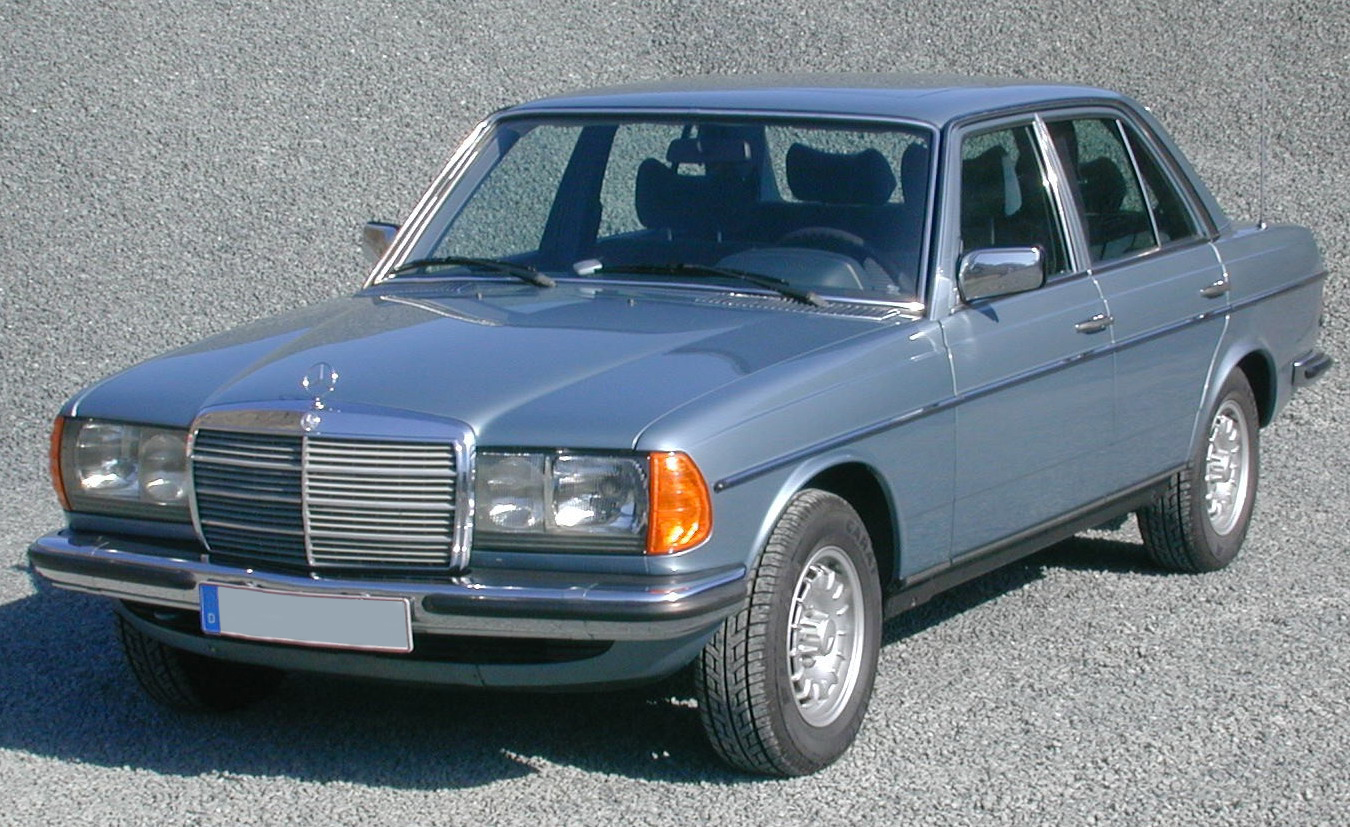
Mercedes W123

Az 1968-tól gyártott W115-ös modell kiváltására kibocsátották a W123-at. Hivatalosan 1976-tól gyártották és hamar komoly népszerűségre tett szert, gyártása alatt több mint két és fél milliót adtak el belőle. Különösen a Diesel 240D (majd később a 300D) motoros változat volt kedvelt. Bemutatkozott a 2300 köbcentiméteres 230E, négyhengeres injektoros motor is. Ebben a sorozatban jelent meg az ötfokozatú sebességváltó, a szervokormány az alapfelszereltség része volt. 1979-ben bemutatták az ABS-t és a légzsákot is. Az 1982-ben történt modellfrissítés során a korábbi körbetétes első lámpatesteket hagyományosakra cserélték. A karosszéria limuzin, kupé és először gyárilag kombi formában is készült, de szintén létezett gyárilag nyújtott limuzinban is. A magyar szleng „zöldséges” jelzővel tette ismertté.

### W124 (1984–1995)

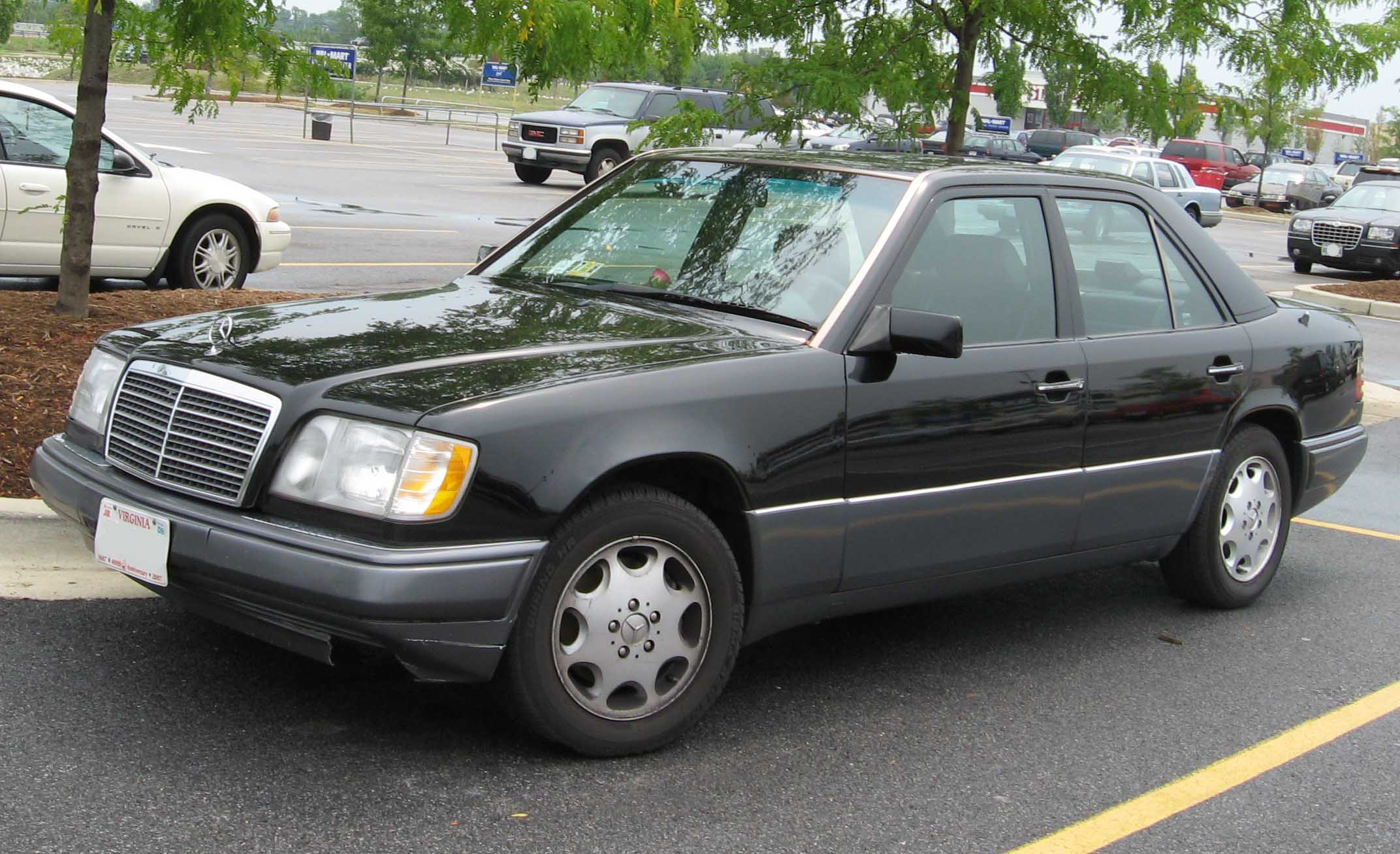
Mercedes W124

A W124-et 1984-ben mutatták be, és számos új szabványt vonultatott fel a közepes méretű Mercedeseknél. Ez volt a harmadik autó, amely a hetvenes évek vége óta örökölte a cég új tervezési mintáját, a W126 zászlóshajó és a kompakt W201 után. A W124-esben már csak egy karburátoros motor volt, megjelent a soros hathengeres dízelmotor és a 3 literes benzines. Külön rendelésre 4200 és 5000 köbcentiméteres V8-as motorral is lehetett rendelni, de ekkor került először kínálatba az összkerékhajtás (4MATIC) is, ezzel a 124-es lett az első ilyen gyári személyautó a Mercedesnél. A háromsebességes automata váltót leváltotta a négysebességes, de a nagy motoros változatokhoz ötsebességes elektronikus vezérlésű automata váltó tartozott. A biztonság terén is sokat fejlődött a típus. Az elődeihez hasonlóan limuzin, kupé és kombi karosszériával is kínálkozott, de feltűnt a kabrió és a gyárilag hat ajtóval szerelt nyújtott limuzin is.

## E osztály

### Az első generáció (W124; 1993–1995)
1993-ban a 124-es gyártási ciklusának utolsó négy évére jelent meg hivatalosan az „E” típusjelzés, amikortól minden Mercedes modellkategóriát betűvel kezdtek jelölni. Fontos, hogy ezt nem szabad összetéveszteni a különféle Mercedesek típusszáma után szereplő E-betűvel, ami a benzinbefecskendezést (Einspritzung) jelölte már a betűkód bevezetése előtt is, és nem is csak E-kategóriás modelleken.

### A második generáció (W210; 1995–2002)

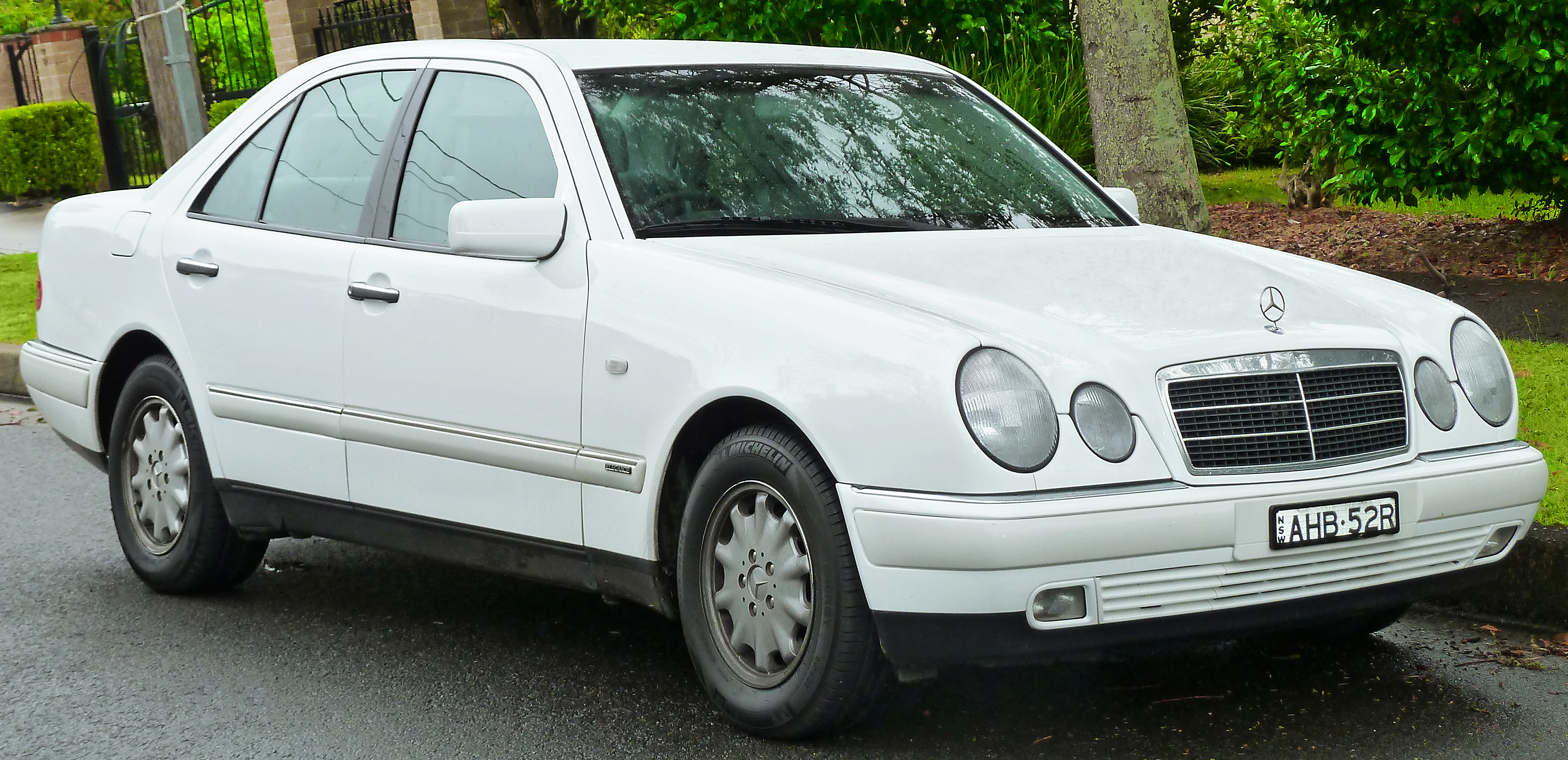
Mercedes W210

A W210-es széria 1995-ben mutatkozott be, és a középkategória felső végén és a luxuskategória határán helyezkedett el. Jellegzetes kör alakú fényszórói a ’60-as évekre emlékeztettek. A motorpaletta ismét bővült: a benzinesek között már csak befecskendezésesek voltak, amelyeket dupla vezérműtengellyel és hengerenként négy szeleppel gyártottak. Megújultak a dízelmotorok is: mindegyik közvetlen befecskendezést és elektromos üzemanyag ellátást kapott. A négysebességes mechanikus váltók végleg eltűntek. A biztonsági felszereltség rendkívül nagyot fejlődött, kívánságra négy légzsákkal és „Isofix” biztonsági gyermekülésekkel is lehetett rendelni.
1999 szeptemberében bemutatták a frissített változatot, ami vizuális, mechanikai és minőségi javulással is járt. A ráncfelvarrás során több mint 1500 dolgot módosítottak, például az oldalindexek a visszapillantó tükrökbe kerültek. Természetesen frissítették a motorpalettát is, ennek során került be a friss E osztályba például a „Common rail” (a közvetlen üzemanyag-befecskendező rendszer továbbfejlesztett változata) dízelmotor. A többi között is csak közös nyomócsöves turbódízelek voltak. A két legerősebb a soros hathengeres 320 CDI és az öthengeres 270 CDI. A korábbi automata sebességváltókat felváltotta az új, ötsebességes szekvenciális („ultratronic”) váltó. A típus számos bírálatot is kapott, leginkább a korrózió miatt kritizálták. Ennek és a későbbi típusok hatajtós változatait az egyéb különleges, például mentős változatokhoz hasonlóan már külsős cégek gyártották külön rendelésre, mint a márkával szoros kapcsolatban álló Binz.

### A harmadik generáció (W211; 2002–2009)

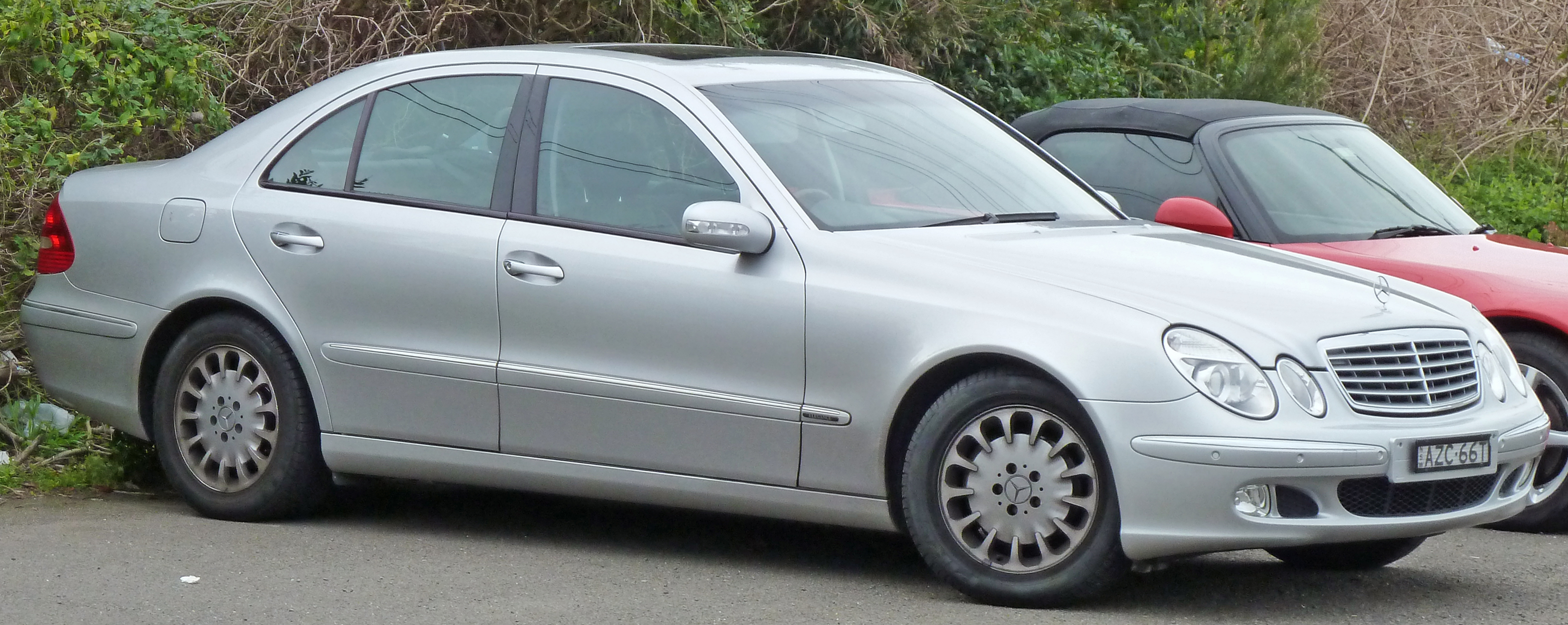
Mercedes W211

A W211-es sorozat 2002-ben indult, és – még az amerikai megjelenés előtt – a Men in Black – Sötét zsaruk 2. című filmben is bemutatkozott. Külső megjelenésében sokban emlékeztetett az előző, W210-es modellre. Ismét bővült a motorpaletta: megjelent a V6-os és V8-as CDI (Common Rail Direct Injection – tehát közös nyomócsöves, közvetlen befecskendezésű motorok), utóbbi 310 lóerős teljesítménnyel és 730 Nm nyomatékkal. Újdonság volt a hat- és hétsebességes „G-tronic” váltó, emellett tovább fokozták az autó biztonságát. Elektromechanikus féket kapott (SBC), ahol a fékpedál nincs közvetlen kapcsolatban a kerekekkel, 2006-ban történt Facelift után ezt a rendszert nem alkalmazták a sok meghibásodás miatt, és közel kétezer új alkatrészt terveztek a modellhez. Van ötfokozatú automata váltós és hétfokozatú automata váltós változat is. A manuális váltóval szerelt diesel gépkocsik 3 literrel kevesebbet fogyasztanak, mint az automaták. 2005-ben bevezették a W211 alapjaira épülő W219 CLS-Class 4-ajtós kupét, melyben szintén volt SBC. 2006-ban megújították a szériát,  a Sensotronicot elvetették, beépítettek egy ütközéselhárító rendszert. Új motorok is megjelentek, az E osztály legnagyobb erőforrásai, az 5 és 5,5 literes E500 (az USA-ban E550). Az átlagfelhasználó számára legjobban bevált dízelmotorok a 270CDI és a 320CDI.

### A negyedik generáció (W212; 2009–2016)

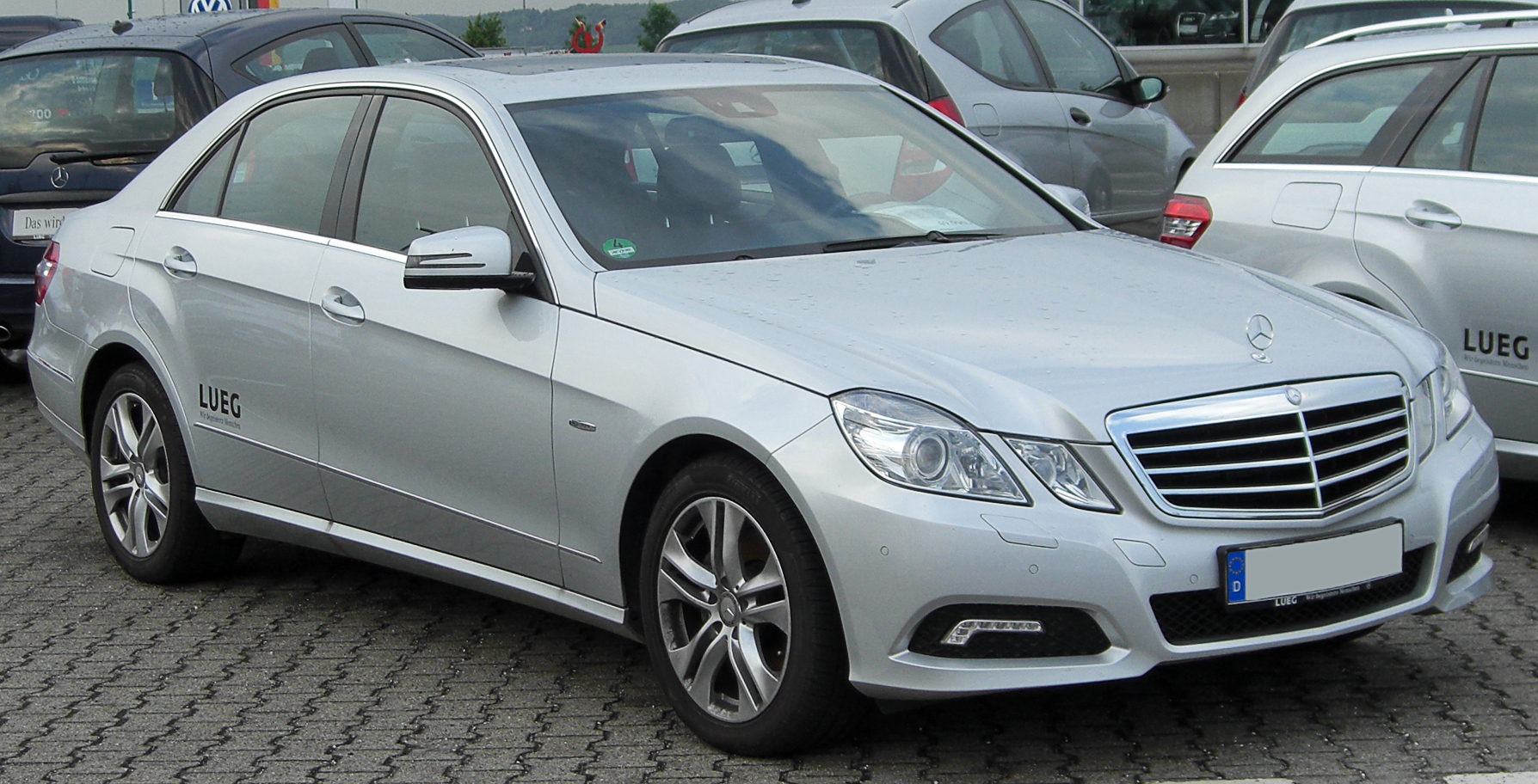
Mercedes W212

A W212-est a 2009-es Genfi Autószalonon mutatták be, és ez váltotta a W211-est (előzetesen már 2008. december 8-án megjelentek róla képek az interneten). Új E 200 CGI és E 230 CGI, közvetlen befecskendezésű motorok jelentek meg benne, és a vezetési kényelmet és biztonságot segítő új funkciók is bemutatkoztak (holttérkamera, sávelhagyásra figyelmeztető és ütközés-elhárító rendszer stb.). A 2010-es felújításba behajtható visszapillantó tükrök kerültek, és érintőképernyős vezérlő rendszert építettek be. A karosszéria változatok: négyajtós szedán, ötajtós kombi, kétajtós kupé és kétajtós kabrió (A207). 

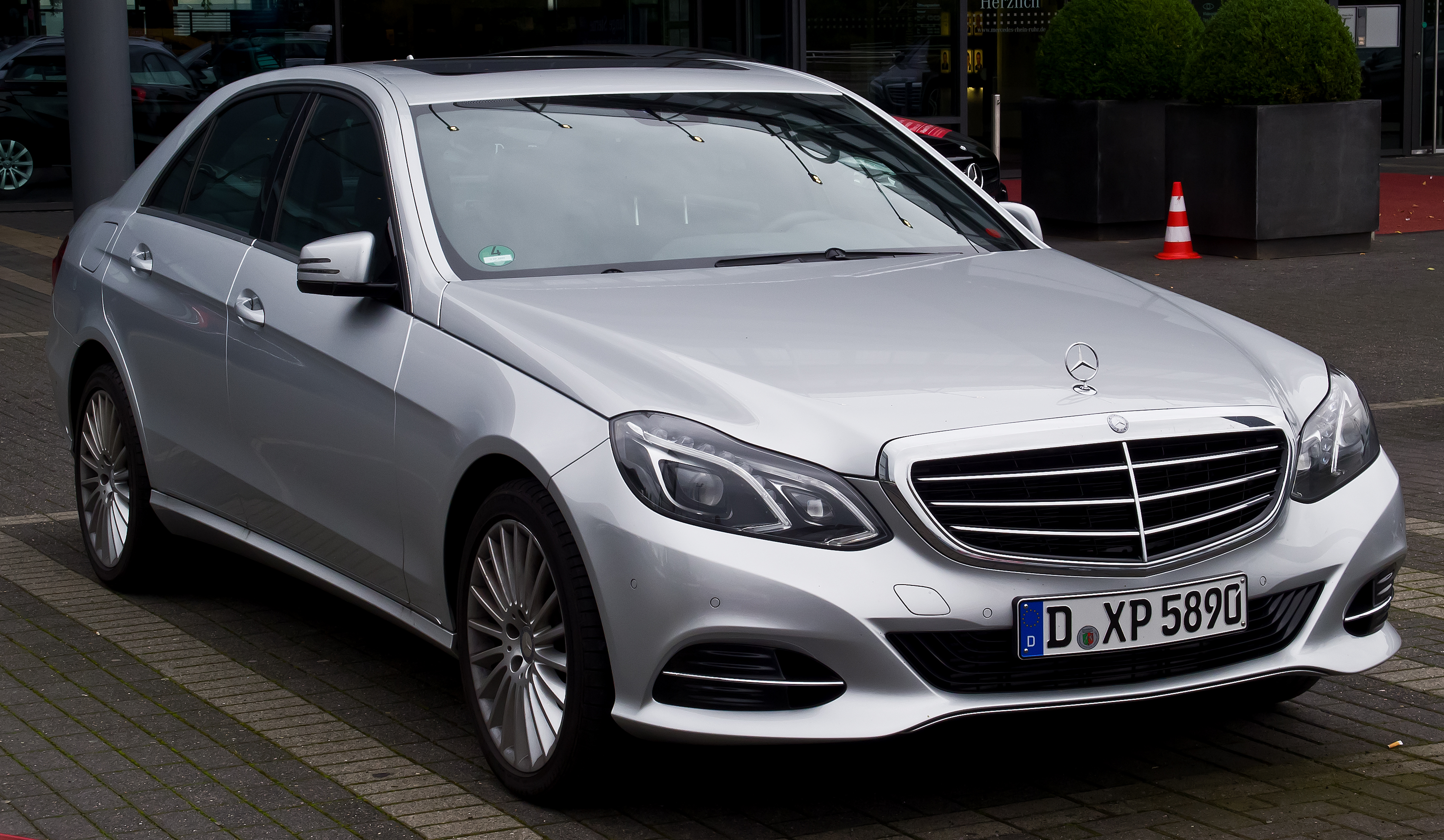
Mercedes W212 facelift

2013-ban faceliften esett át, az újabb forma legszembetűnőbb változtatása a dinamikusabb frontrész, a korábbi osztott fényszórókat egy darabos, áramvonalasabb lámpatestre cserélték először teljesen LED-es kivitelben, ahogy a hűtőmaszk is gömbölyebb lett, de a hátsó lámpák is változtak, ezen kívül a hátsó sárhányó körüli kerékdob is eltűnt. Több modellre sportos hűtőrács került, középen egy nagy Mercedes-csillaggal.

#### W212 AMG (E63 AMG, E63 AMG 4MATIC, E63 AMG 4MATIC S)
Eredetileg 6.2L-es V8-as 386KW (518Le)
2013-tól az eddigiektől eltérően az E63 AMG-nek három különböző változata van:
- E63 AMG – hátsó kerék hajtás, 5,5l-es V8-as biturbó, 410KW (557Le)
- E63 AMG 4MATIC – összkerék hajtás 5,5L-es V8-as biturbó, 410KW (557Le)
- E63 AMG 4MATIC S – összkerék hajtás 5,5L-es V8-as biturbó, 430KW (585Le)

### Az ötödik generáció (W213; 2016–2022)

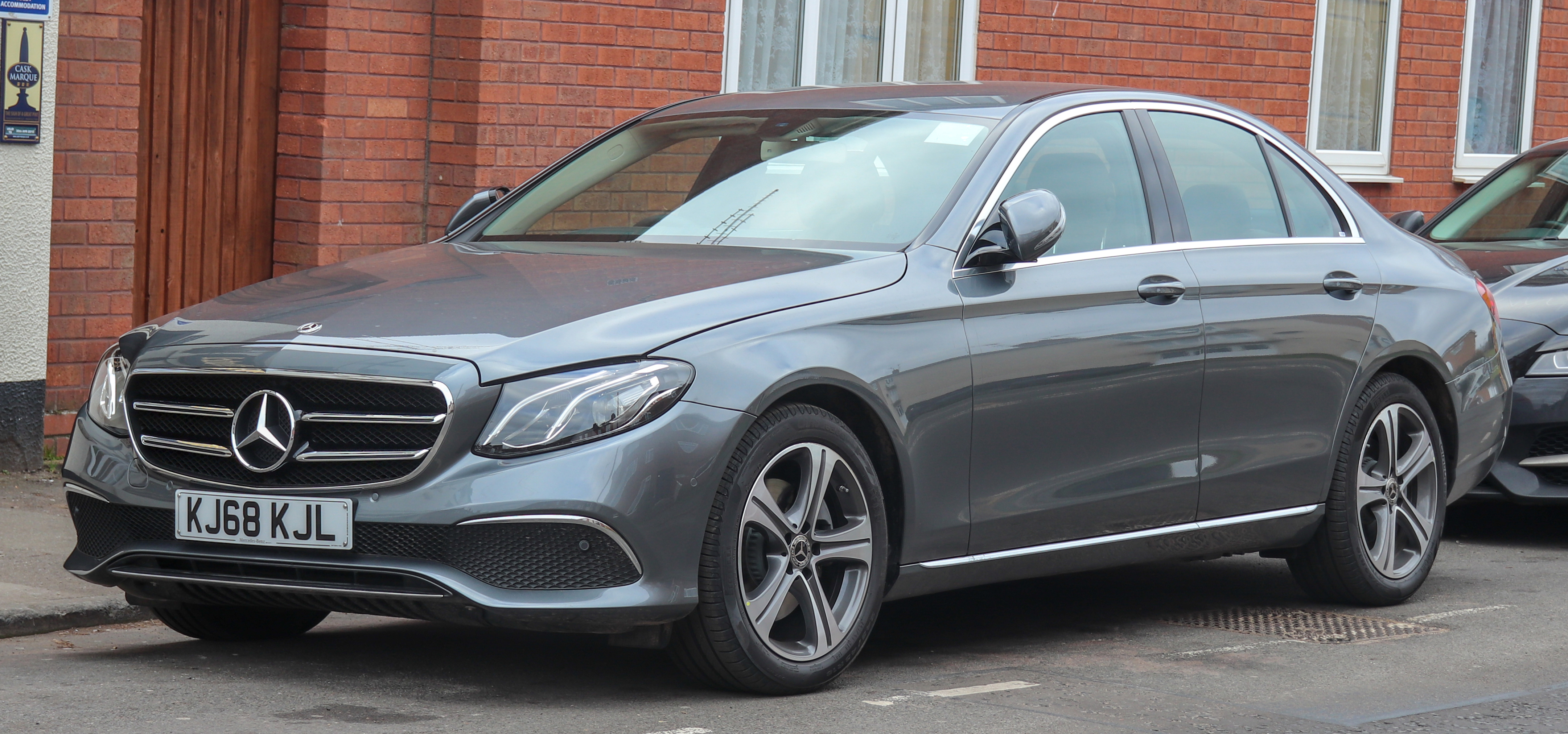
Mercedes W213

A W213-as modell a W212-es modell utódja, amely 2016-ban jelent meg. A limuzin (W213) és kombi (S213) kivitel mellett saját karosszériával, ezért saját gyári kódjelekkel készült kupé és kabrió, előbbi C238, utóbbi A238. A kombi összkerékhajtású terepesített kivitelben is megjelent, masszívabb, terepen jobban elboldoguló futóművekkel, és kopásálló karosszériaelemekkel, ez lett az X213.

### A hatodik generáció (W214; 2023-tól)

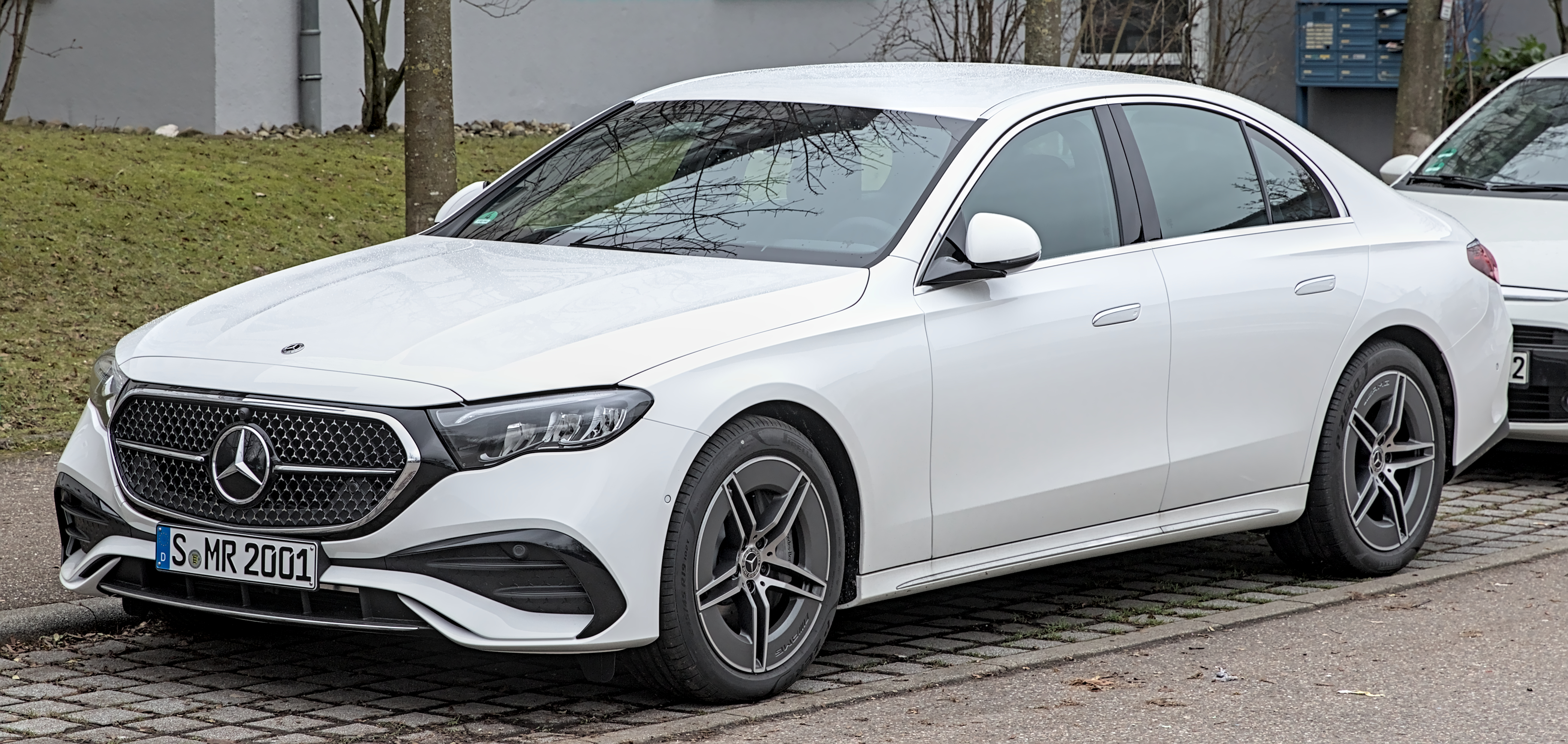
Mercedes W214

A W214-es modell 2023 tavaszán mutatkozott be, kereskedelmi forgalomba az év őszén került. A kombi modell (S214) december óta kapható, ennek összkerékmeghajtású változatával (X214) együtt. A típusban hangsúlyosan jelen van az elektronika, még a kilincs is elektronikusan emelkedik ki az ajtóból. Motorikusan mindegyik modell hibridhajtással rendelkezik, a sebességváltó minden esetben kilenc sebességes automata váltó.

## Fordítás
Ez a szócikk részben vagy egészben  a   Mercedes-Benz E-Class című angol Wikipédia-szócikk ezen változatának fordításán alapul.  Az eredeti cikk szerkesztőit annak laptörténete sorolja fel. Ez a jelzés csupán a megfogalmazás eredetét és a szerzői jogokat jelzi, nem szolgál a cikkben szereplő információk forrásmegjelöléseként.